# Sigmoidea prolifera
Sigmoidea prolifera är en svampart som först beskrevs av R.H. Petersen, och fick sitt nu gällande namn av J.L. Crane 1968. Sigmoidea prolifera ingår i släktet Sigmoidea och familjen Halosphaeriaceae.   Inga underarter finns listade i Catalogue of Life.